# Якуби
Якуби (Абул-Аббас Ахмед ибн Якуб) е арабски историк, географ и пътешественик.

## Биография
Роден е през 9 век в Багдад, Ирак, в семейство на чиновници. До 873 година живее в Армения и Хорасан. Пътува до Индия, след което се установява в Египет и обикаля Магреб. Той издава географската книга „Китаб ал-булдан“ („Книга на страните“), написана през 891 г. В нея се съдържат резултатите от всички негови изследвания в края на 9 век.
Якуби е автор на 2 тома произведения „Тарих“ („История“), като първата част съдържа информация за историята на Асирия, Древен Египет, Гърция и други древни държави. Във втория том се разказва за историята на исляма и Арабския халифат в периода между 259 и 872 г.
Умира през 897 година в Египет.